# 음력 2월 22일
음력 2월 22일은 음력 2월의 22번째 날이다.

## 사건
- 2004년 - 노무현 대통령 탄핵소추안이 국회를 통과하면서 노무현 대통령이 직무정지되었다.

## 문화
- 1982년 - 문화방송, 여의도 사옥에서 방송 시작.
- 2013년 - KBO 리그 제9구단 NC 다이노스 1군 첫 경기가 창원시 마산종합운동장 야구장에서 열렸다.
- 2014년 - 울산문수야구장 개장.

## 탄생
- 1962년 - 대한민국의 배우 최민수.
- 1971년 - 대한민국의 방송인 정준하.
- 1986년 - 대한민국의 배우 안재홍
- 1997년 - 대한민국의 가수 차은우 (아스트로).

## 사망
- 1836년 - 조선의 실학자 정약용.
- 2024년 - 대한민국의 배우 남일우.

## 같이 보기
- 음력 360일: 1월 2월 3월 4월 5월 6월 7월 8월 9월 10월 11월 12월
- 전날:2월 21일 다음날:2월 23일 - 전달:1월 22일 다음달:3월 22일
- 양력:2월 22일
- 음력, 윤달